# Diana Tomilina
Diana Tomilina (russisch Диана Томилина, wiss. Transliteration Diana Tomilina; * 5. April 1979) ist eine ehemalige ukrainische Wasserspringerin.
Bei den Schwimmweltmeisterschaften 2013 in Barcelona erreichte sie im neu eingeführten 20-Meter-Klippenspringen den sechsten Platz.